# Johanna von Puttkamer

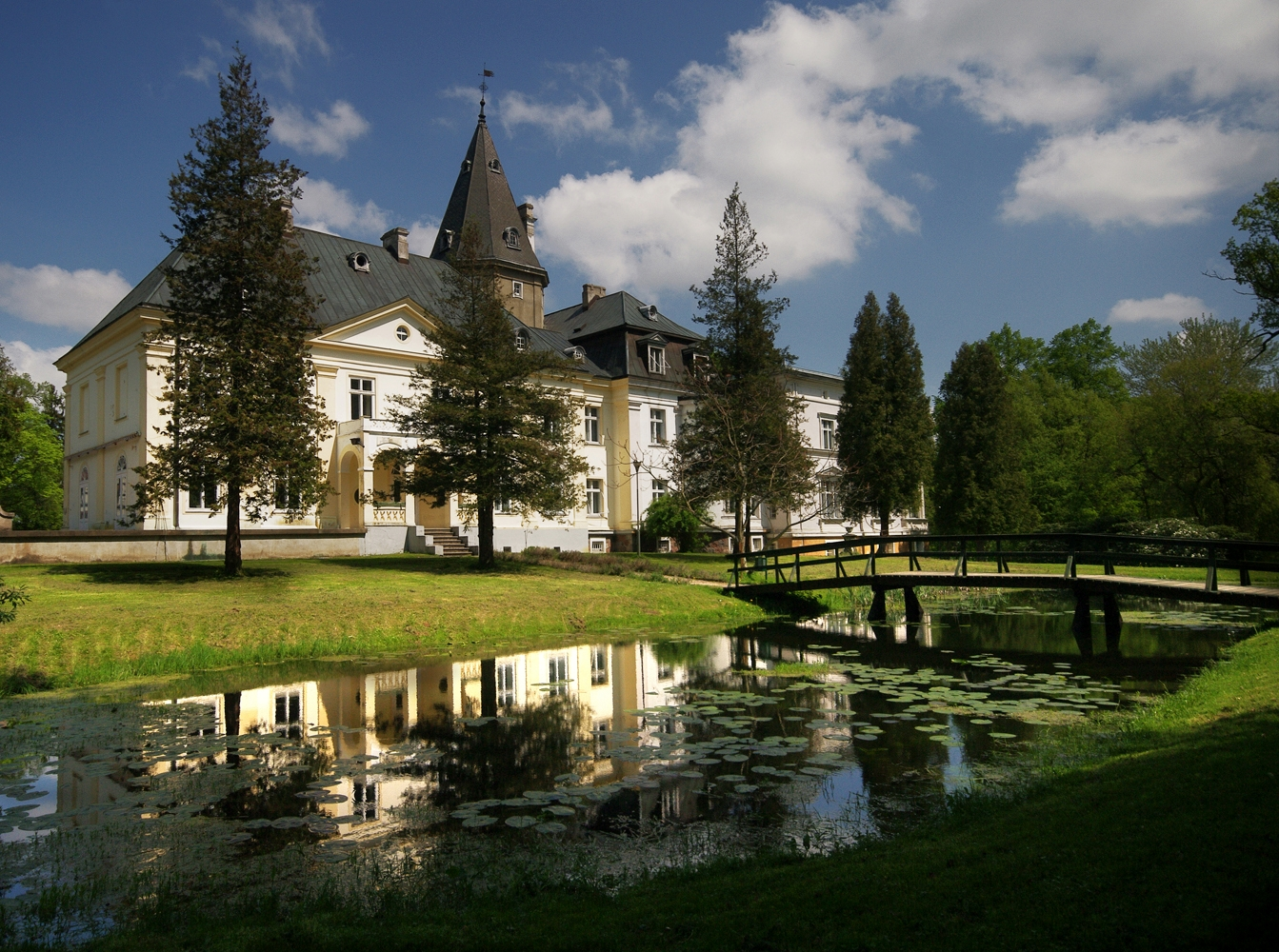
Pałac w Warcinie

Johanna Friederike Charlotte Dorothea Eleonore von Bismarck, z domu von Puttkamer (ur. 11 kwietnia 1824 w Barnowcu, zm. 27 listopada 1894 w Warcinie), pomorska szlachcianka, siostra Roberta von Puttkamera, żona kanclerza Ottona von Bismarcka.

## Życiorys
Joanna była córką Heinricha von Puttkamera (1789–1871) i Luitgarde Agnese von Glasenapp (1799–1863). Za Bismarcka wyszła za mąż w 1847 roku. Para miała trójkę dzieci:
- Marię (ur. 1848)
- Herberta (ur. 1849)
- Wilhelma (ur. 1852)

Związek Johanny był bardzo udany. Otto kochał żonę, uważał ją za szlachetną i wyjątkową osobę. 